# Terremoto dello Yunnan del 2014
Il terremoto dello Yunnan del 2014 è stato un evento sismico verificatosi nella montagnosa provincia dello Yunnan, in Cina, il 3 agosto 2014 circa alle 16:30 locali (8:30 UTC, corrispondenti alle 10:30 italiane), con un magnitudo di 6,1 Mw (USGS). Il terremoto è stato così forte da essere stato avvertito persino nella capitale dello Yunnan, Kunming, a ben 300 km di distanza.

## Geologia

Ubicazione della provincia dello Yunnan

La provincia dello Yunnan è estremamente povera e si trova esattamente in corrispondenza di una faglia, quella che congiunge le placche euroasiatica e indiana e ha dato origine alla zona montuosa che caratterizza la regione al confine con la provincia di Guizhou.

### Terremoti recenti
Lo Yunnan è stato precedentemente colpito da numerosi terremoti:
- Il terremoto dello Yunnan del 2000, 7 morti e 2528 feriti;
- Il terremoto di Yanjin, una contea dello Yunnan, del 2006, 19 morti;
- Il terremoto del Sichuan del 2008, 69.195 morti, il terremoto più forte e con il più alto numero di vittime avvenuto in Cina dal 1976;
- Il terremoto di Panzhihua del 2008, 41 morti, 589 feriti;
- Il terremoto di Yingjiang, una contea dello Yunnan, del 2008, 5 morti e 130 feriti;
- Il terremoto dello Yunnan del 2009, 1 morto e 336 feriti;
- Il terremoto della Birmania del 2011, 150 morti e 200 feriti;
- Il terremoto dello Yunnan del 2011, 27 morti e 250 feriti;
- Il terremoto dello Yunnan del 2012, 81 morti e 821 feriti;
- Il terremoto dello Yunnan del 3 marzo 2013, 30 feriti;
- Il terremoto dello Yunnan del 31 agosto 2013, 5 morti e 17 feriti;
- Il terremoto di Yingjiang del 2014, 15 feriti.

## Danni e vittime
| Stato    | Contea di Ludian                   | Contea di Qiaojia                | Zhaoyang                        | Contea di Huize                  | Totale                              |
| -------- | ---------------------------------- | -------------------------------- | ------------------------------- | -------------------------------- | ----------------------------------- |
| Morti    | 526 (Alle 7:00 UTC dell'8 agosto)  | 78 (Alle 7:00 UTC dell'8 agosto) | 1 (Alle 7:00 UTC dell'8 agosto) | 12 (Alle 7:00 UTC dell'8 agosto) | 617 (Alle 7:00 UTC dell'8 agosto)   |
| Feriti   | 1 713 (Alle 6:30 UTC del 5 agosto) | 290 (Alle 6:30 UTC del 5 agosto) | ?                               | 370 (Alle 6:30 UTC del 5 agosto) | 3 143 (Alle 7:00 UTC dell'8 agosto) |
| Dispersi | 109 (Alle 7:00 UTC dell'8 agosto)  | 3 (Alle 7:00 UTC dell'8 agosto)  | 0                               | 0                                | 112 (Alle 7:00 UTC dell'8 agosto)   |

Il terremoto ha causato almeno 617 morti, mentre 3143 persone sarebbero rimaste ferite. 29.400 sono invece gli sfollati 
(57.200 secondo altre fonti) e 12.000 le case distrutte. La località più colpita è Ludian, dove sono morte 526 persone.

## Reazioni
Le operazioni di soccorso di personale militare e para-militare sono rese più difficili dalle piogge torrenziali che da settimane si abbattono sulla regione rendendo impraticabile l'accesso ad alcune vie di comunicazione. In dieci località, inoltre, è stata interrotta l'erogazione di energia, poi parzialmente ripristinata nelle ultime ore. Dalla mattina del 4 agosto anche il primo ministro cinese, Li Keqiang, si trova nell'area colpita dalle scosse, per coordinare le operazioni di soccorso e salvataggio. Tali operazioni sono coordinate non solo dai militari, ma anche dai cittadini stessi, che si sono offerti di aiutare il personale nella ricerca di eventuali superstiti nelle zone colpite circostanti Wenping, la città più vicina all'epicentro.
Il governo cinese ha inviato una squadra di 30 uomini nella zona subito dopo il terremoto, così come 2.000 tende per dare un riparo agli sfollati e ai senzatetto, 3.000 coperte e 3.000 letti pieghevoli. La maggior parte dei feriti è stata trasportata in zone sicure.
Il primo ministro giapponese Shinzō Abe ha inviato una lettera di cordoglio al presidente cinese Xi Jinping e al premier Li Keqiang. Poche ore dopo, anche il presidente della Russia, Vladimir Putin, ha espresso il cordoglio di tutta la nazione per la grande perdita di vite umane.

## Scosse di assestamento
Dopo il terremoto, sono state registrate ben 763 scosse di assestamento, 4 delle quali di magnitudo superiore al 4,0.
Di seguito, la lista dettagliata delle scosse registrate dal 3 agosto 2014, escludendo quelle di magnitudo inferiore a 3.0. Le scosse più forti (di magnitudo maggiore o uguale a 4.0) sono evidenziate in blu.
| Data          | Ora locale | Magnitudo | Epicentro                |
| ------------- | ---------- | --------- | ------------------------ |
| 3 agosto 2014 | 16:30:10   | 6,5       | Contea di Ludian, Yunnan |
| 3 agosto 2014 | 16:45:18   | 3,3       | Contea di Ludian, Yunnan |
| 3 agosto 2014 | 18:12:41   | 3,1       | Contea di Ludian, Yunnan |
| 3 agosto 2014 | 18:34:00   | 3,1       | Contea di Ludian, Yunnan |
| 3 agosto 2014 | 19:07:20   | 4,0       | Contea di Ludian, Yunnan |
| 3 agosto 2014 | 19:46:31   | 3,1       | Contea di Ludian, Yunnan |
| 3 agosto 2014 | 21:47:07   | 4,1       | Contea di Ludian, Yunnan |
| 3 agosto 2014 | 22:28:29   | 4,1       | Contea di Ludian, Yunnan |
| 4 agosto 2014 | 03:30:31   | 4,2       | Contea di Ludian, Yunnan |
| 4 agosto 2014 | 07:06:10   | 3,1       | Contea di Ludian, Yunnan |